# 北不倫瑞克 (新澤西州)
北不倫瑞克（英語：North Brunswick）是位於美國新澤西州米德爾塞克斯縣的一個鎮區。

## 地方資料
北不倫瑞克的面積為31.88平方千米，當中陸地面積為31.16平方千米，而水域面積為0.71平方千米。根據2020年美國人口普查的數據，當地共有人口43905人，而人口密度為每平方千米1,377.2人。